# Grammy for bedste hard rock/metal-præstation - vokalt eller instrumentalt
Grammy for Best Hard Rock/Metal Performance Vocal or Instrumental var en amerikansk pris der uddeles af Recording Academy for årets bedste hard rock eller metal udgivelse. Prisen blev kun uddelt en enkelt gang, i 1989. Året efter blev der intriduceret separate prisen for hard rock (Best Hard Rock Performance) og metal (Best Metal Performance).

## Modtagere af Grammy for Best Hard Rock/Metal Performance Vocal or Instrumental
- 1989 – Jethro Tull for Crest of a Knave.

## Ekstern henvisning
- Grammy prisernes website